# Johann Gabriel Günther

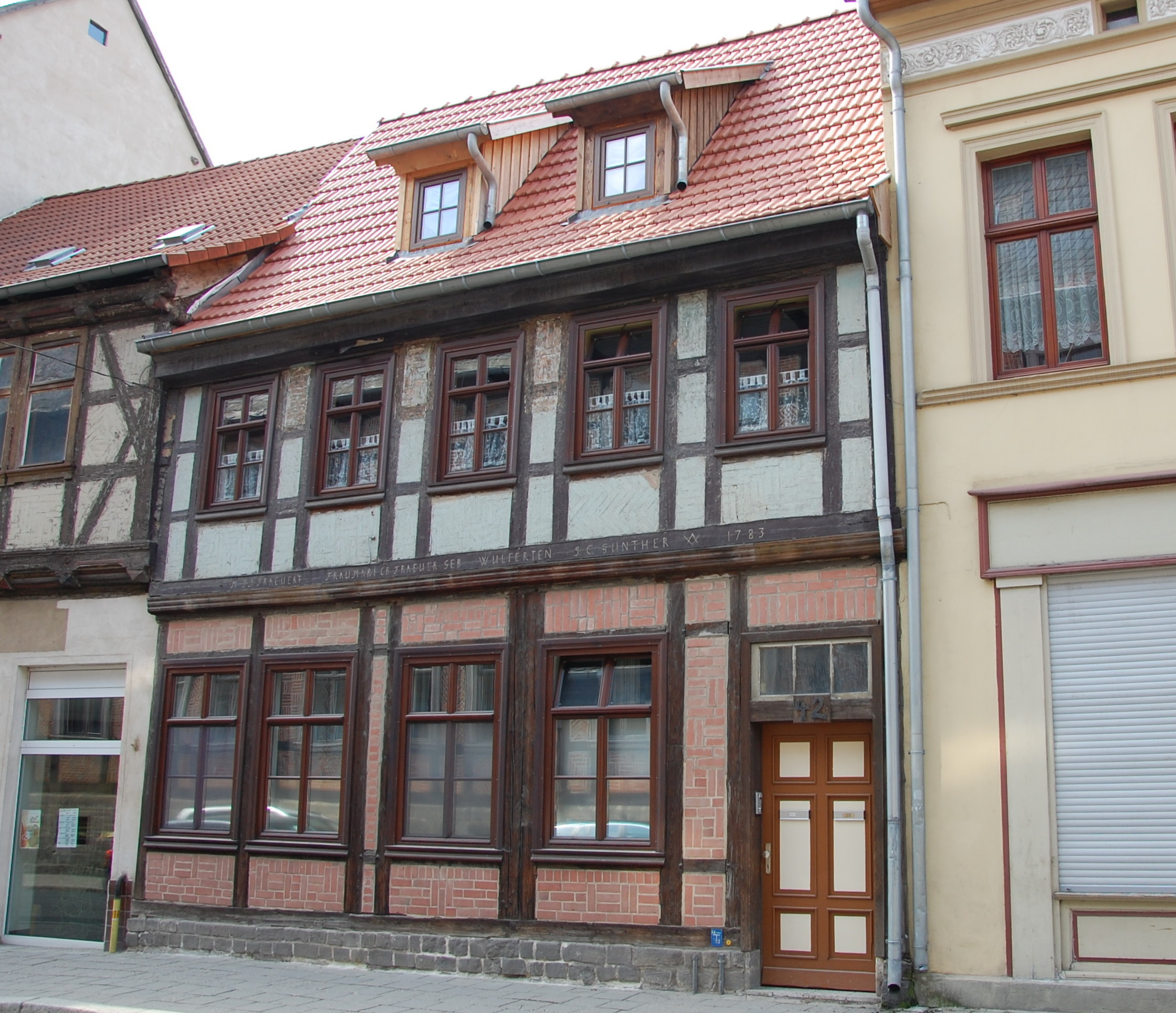
Haus Neuer Weg 42

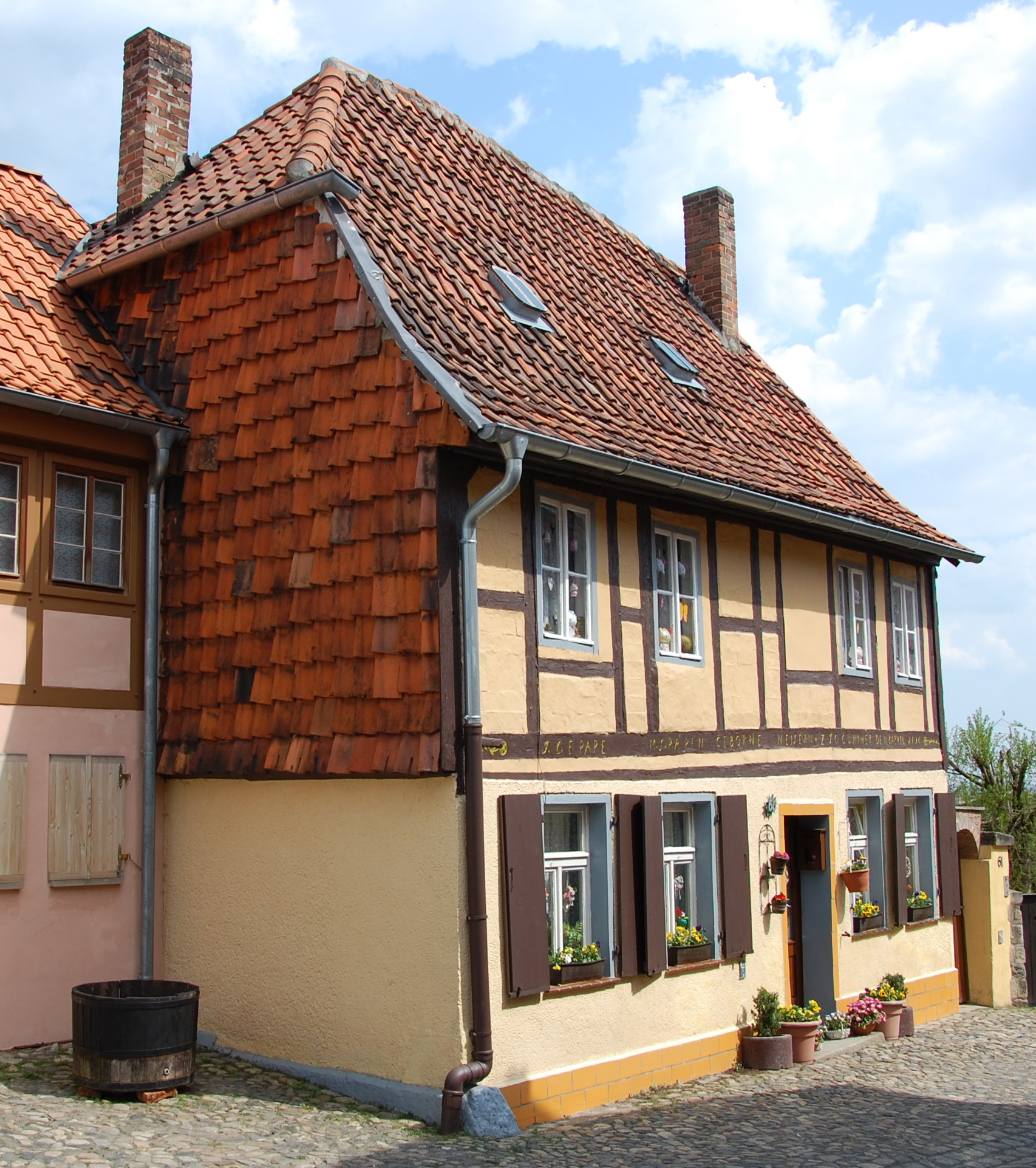
Haus Münzenberg 60

Johann Gabriel Günther (* vor 1783; † nach 1797) war ein deutscher Zimmermeister. Er schuf zumindest zwei noch heute erhaltene und zum UNESCO-Weltkulturerbe gehörende Fachwerkhäuser in Quedlinburg.

## Leben und Werk
Nähere Details zum Lebensweg Günthers sind nicht bekannt. Er baute im Jahr 1783 das Haus Neuer Weg 42. Dort verweist die mit einem Wappen versehene Inschrift J.G.GUNTHER auf ihn. 1796 errichtete er das Haus Münzenberg 60, an dem die Inschrift Z.J.G.GÜNTHER an ihn erinnert. Im Jahr 1797 wurde er auf einer Urkunde als Zimmermann genannt.